# Kasseistrook van Mons-en-Pévèle
De kasseistrook van Mons-en-Pévèle (Frans: Secteur pavé de Mons-en-Pévèle) is een kasseistrook uit de wielerwedstrijd Parijs-Roubaix, gelegen in de Franse gemeente Mons-en-Pévèle.
De strook is in totaal drie kilometer lang. Ze begint in het oosten van de gemeente aan de Rue du Pavé (D917) op de grens met Bersée en volgt eerst de Chemin de la Croix Blanche. Na een kilometer slaat ze rechts af en loopt een 800-tal meter in noordelijke richting tot aan de grens met Mérignies, om daar linksaf te slaan en de Pavé du Blocus te volgen. Ruim een kilometer verder eindigt de strook op de D120.
De strook bevindt zich in de finale van de wedstrijd en is als 5-sterrenstrook een van de zwaarste. In 1978 werd ze voor het eerst in het parcours opgenomen en sindsdien werd ze bijna elke editie opnieuw opgezocht.
In 2014 was de kasseistrook van Mons-en-Pévèle opgenomen in vijfde etappe van de Ronde van Frankrijk. Wegens hevige regenval werd deze strook echter uit het parcours geschrapt. In 2018 reed het Tourpeloton alsnog over deze strook.

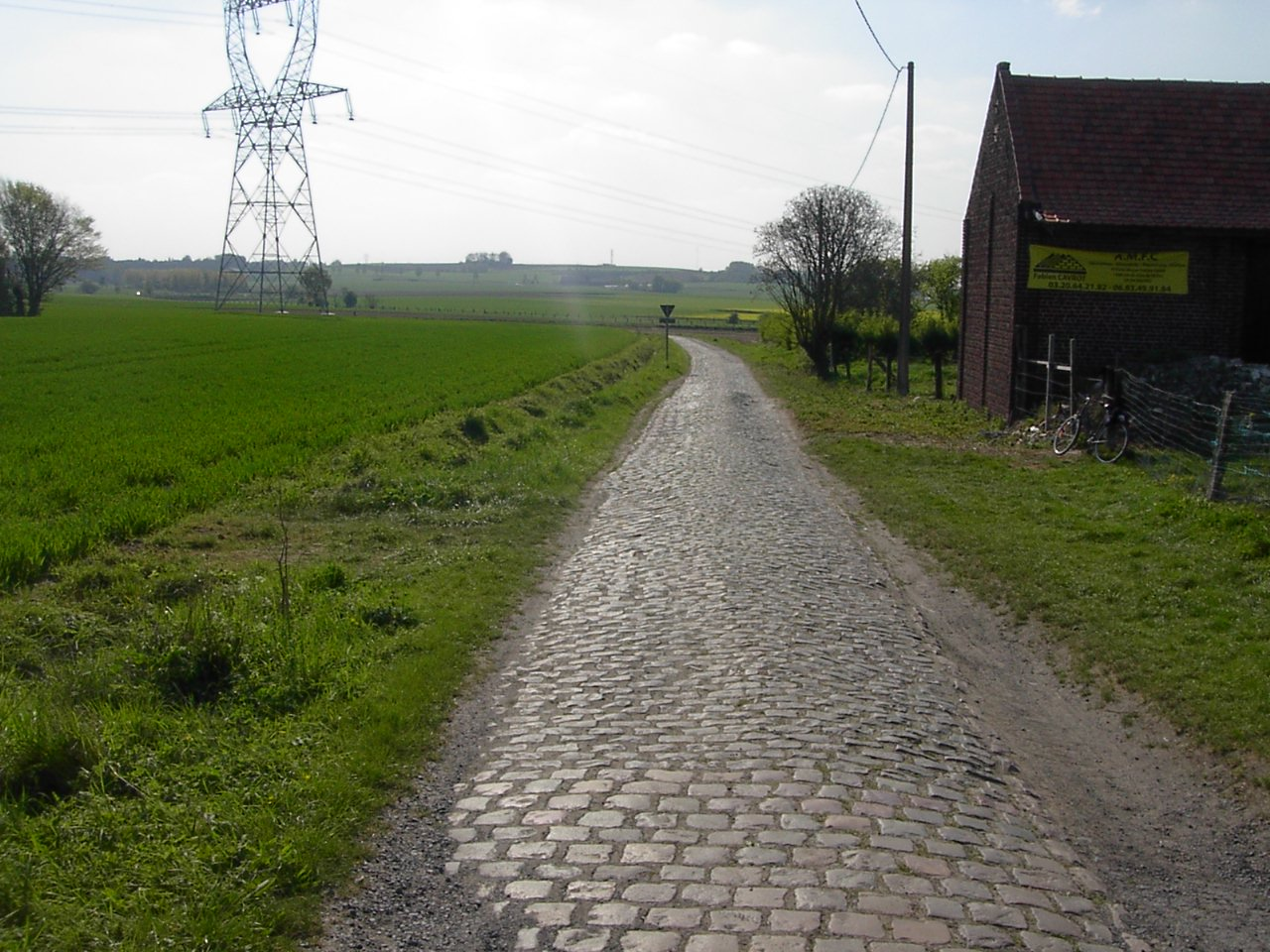
Begin van de strook
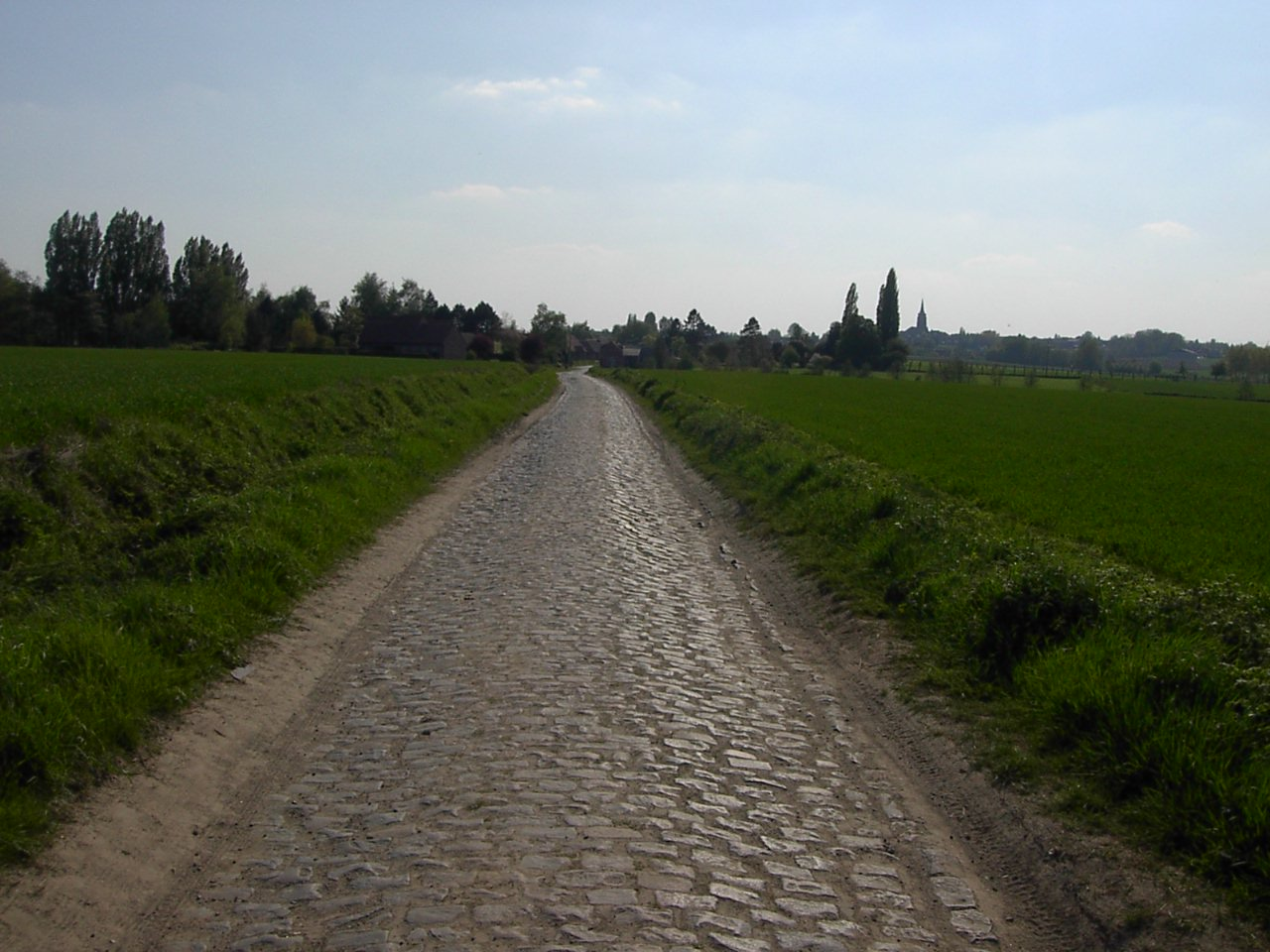
Dalend vals plat
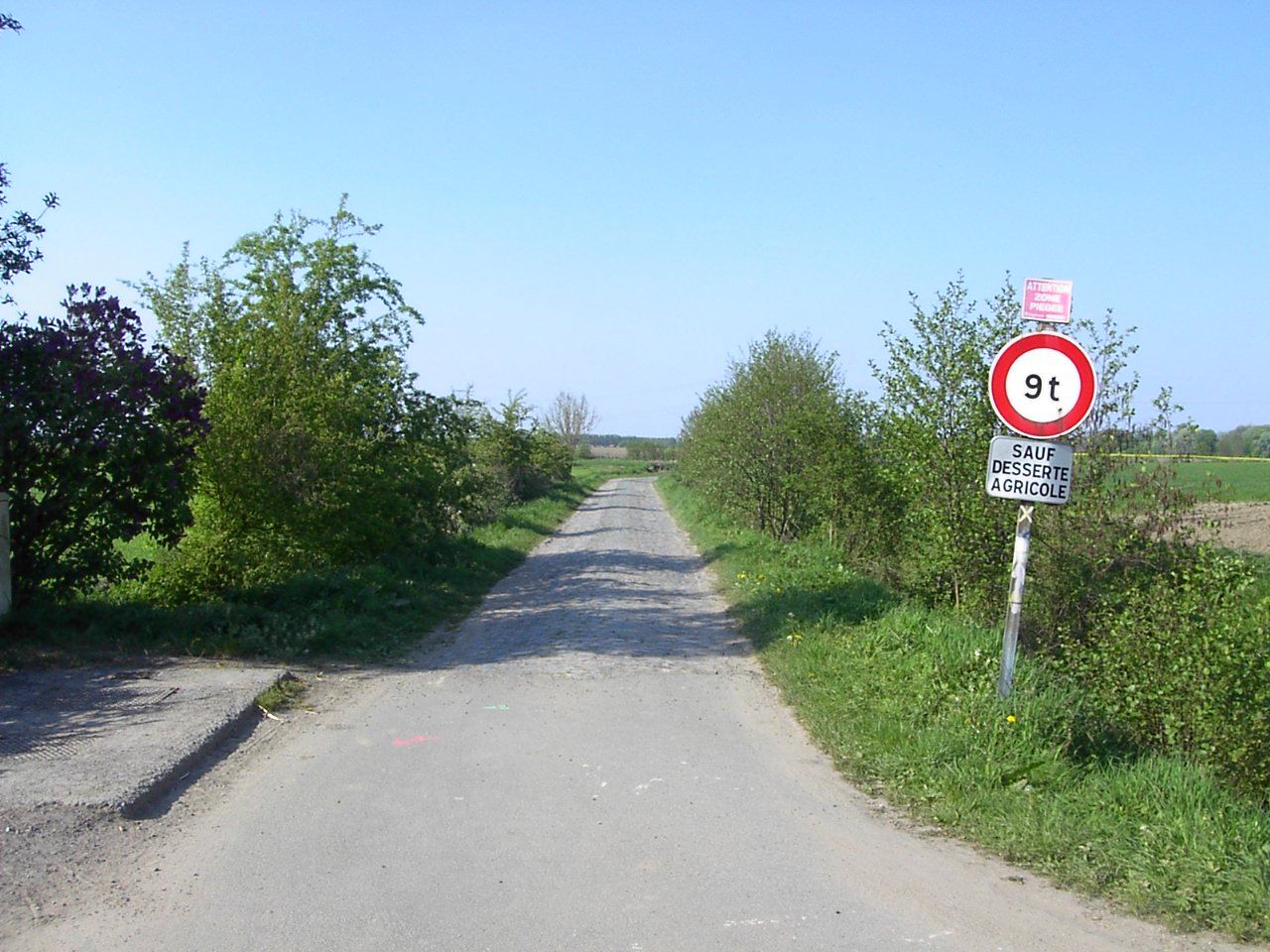
Begin van het stuk in noordelijke richting
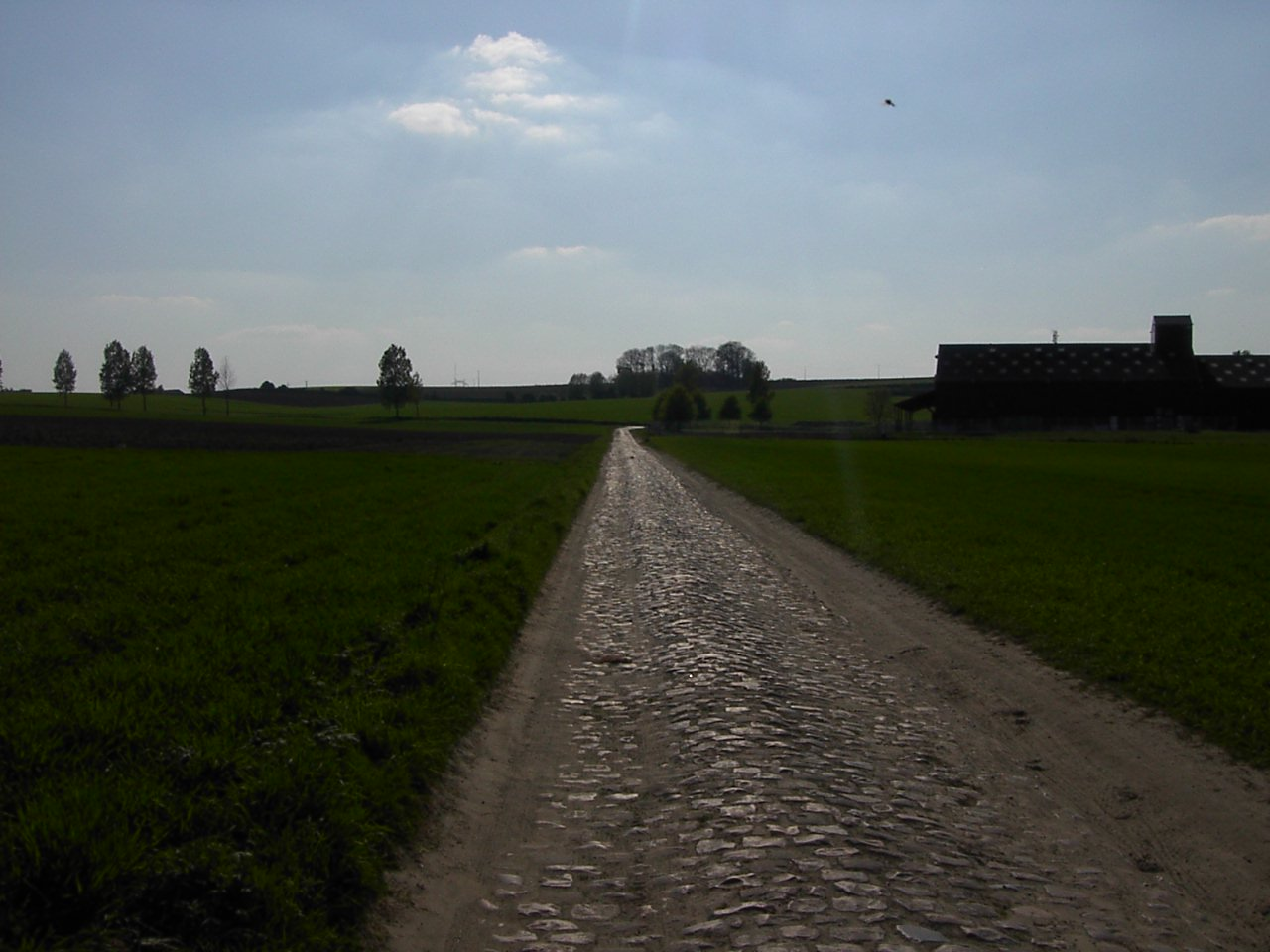
Einde van de strook

27: Troisvilles à Inchy · 
26: Viesly à Quiévy · 
25: Quiévy à Saint-Python · 
24: Saint-Python · 
23: Vertain à Saint-Martin-sur-Écaillon · 
22: Capelle-sur-Écaillon à Ruesnes · 
21: Aulnoy-lez-Valenciennes - Famars · 
20: Famars à Quérénaing · 
19: Quérénaing à Maing · 
18: Maing à Monchaux-sur-Écaillon · 
17: Haveluy à Wallers · 
16: Bos van Wallers-Arenberg · 
15: Millonfosse à Bousignies · 
14: Brillon à Tilloy-lez-Marchiennes · 
14: Tilloy à Sars-et-Rosières · 
13: Beuvry-la-Forêt à Orchies · 
12: Orchies · 
11: Auchy-lez-Orchies à Bersée · 
11: Mons-en-Pévèle · 
10: Mérignies à Avelin · 
9: Pont-Thibaut à Ennevelin · 
8: Templeuve - L'Épinette · 
8: Templeuve – Moulin-de-Vertain · 
7: Cysoing à Bourghelles · 
6: Bourghelles à Wannehain · 
5: Camphin-en-Pévèle · 
4: Carrefour de l'Arbre · 
3: Gruson · 
2: Willems à Hem · 
1: Roubaix